# Lista de monarcas da Irlanda

A harpa foi reconhecido como símbolo da Irlanda desde o século XIII.

Houve 37 monarcas britânicos que também foram lordes e reis da Irlanda de 1171 a 1949. Henrique II de Inglaterra criou pela primeira vez o título de Lorde da Irlanda para o seu filho mais novo João de Inglaterra, em 1177. Henrique queria ter feito João Rei da Irlanda. Esta parece ter sido uma estratégia do seu pai para dividir as suas posses entre os seus quatro filhos. Foi pedida a aprovação do Papa Alexandre III para que João fosse coroado Rei da Irlanda. Desentendimentos com Alexandre III e, em seguida, com o seu sucessor, o Papa Lúcio III, causou atrasos no pedido e João apenas foi nomeado Lorde da Irlanda. O título passou a ser usado pelos  monarcas britânicos desde então.
Depois de Henrique VIII de Inglaterra se fazer Chefe Supremo da Igreja da Inglaterra, ele também solicitou e obteve legislação através do Parlamento irlandês, em 1541 (efectivamente em 1542), que o nomeou Rei da Irlanda e Chefe da Igreja da Irlanda. O título de "Rei da Irlanda", em seguida, foi utilizado até 1 de Janeiro de 1801, a data efetiva da segunda lei da União, que fundiu a Irlanda e a Grã-Bretanha para a criação do Reino Unido da Grã-Bretanha e Irlanda.
Esta é uma lista dos monarcas que governaram a Irlanda durante esse tempo.

## Senhorio da Irlanda (1171-1542)

### Dinastia Plantageneta
| Nome                                                                                  | Retrato                                             | Nascimento                                                               | Casamento(s)                                         | Morte                           | Ref   |
| ------------------------------------------------------------------------------------- | --------------------------------------------------- | ------------------------------------------------------------------------ | ---------------------------------------------------- | ------------------------------- | ----- |
| Henrique I 1171 – maio de 1177 (6 anos)                                               |                                                     | 5 de março de 1133 filho de Godofredo V de Anjou e Matilde de Inglaterra | Leonor da Aquitânia 1125 9 filhos                    | 6 de julho de 1189 56 anos      | [ 1 ] |
| João I maio de 1177 – 19 de outubro de 1216 (39 anos)                                 |                                                     | 24 de dezembro de 1166 filho de Henrique II e Leonor da Aquitânia        | Isabel de Gloucester 29 de agosto de 1189 sem filhos | 18 de outubro de 1216 48 anos   | [ 2 ] |
| João I maio de 1177 – 19 de outubro de 1216 (39 anos)                                 | Isabel de Angoulême 24 de agosto de 1200 5 filhos   | 24 de dezembro de 1166 filho de Henrique II e Leonor da Aquitânia        |                                                      | 18 de outubro de 1216 48 anos   | [ 2 ] |
| Henrique II 19 de outubro de 1216 – 16 de novembro de 1272 (56 anos e 28 dias)        |                                                     | 1 de outubro de 1207 filho de João e Isabel de Angoulême                 | Leonor da Provença 14 de Janeiro de 1236 5 filhos    | 16 de novembro de 1272 65 anos  | [ 3 ] |
| Eduardo I 16 de novembro de 1272 – 7 de julho de 1307 (34 anos e 233 dias)            |                                                     | 18 de junho de 1239 filho de Henrique III e Leonor da Provença           | Leonor de Castela 18 de outubro de 1254 14 filhos    | 6 de abril de 1199 42 anos      | [ 4 ] |
| Eduardo I 16 de novembro de 1272 – 7 de julho de 1307 (34 anos e 233 dias)            | Margarida de França 10 de setembro de 1299 3 filhos | 18 de junho de 1239 filho de Henrique III e Leonor da Provença           |                                                      | 6 de abril de 1199 42 anos      | [ 4 ] |
| Eduardo II 7 de julho de 1307 – 25 de janeiro de 1327 (abdicou) (19 anos e 202 dias)  |                                                     | 18 de junho de 1239 filho de Eduardo I e Leonor de Castela               | Isabel de França 25 de Janeiro de 1308 4 filhos      | 21 de setembro de 1327 43 anos  | [ 5 ] |
| Eduardo III 1 de fevereiro de 1327 – 21 de junho de 1377 (50 anos e 140 dias)         |                                                     | 13 de novembro de 1312 filho de Eduardo II e Isabel de França            | Filipa de Hainault 24 de janeiro de 1328 11 filhos   | 21 de junho de 1377 65 anos     | [ 6 ] |
| Ricardo I 21 de junho de 1377 – 30 de setembro de 1399 (deposto) (22 anos e 101 dias) |                                                     | 6 de janeiro de 1367 filho de Eduardo, o Príncipe Negro e Joana de Kent  | Ana da Boémia 14 de janeiro de 1382 sem filhos       | 14 de fevereiro de 1400 33 anos | [ 7 ] |
| Ricardo I 21 de junho de 1377 – 30 de setembro de 1399 (deposto) (22 anos e 101 dias) | Isabel de Valois 4 de novembro de 1396 sem filhos   | 6 de janeiro de 1367 filho de Eduardo, o Príncipe Negro e Joana de Kent  |                                                      | 14 de fevereiro de 1400 33 anos | [ 7 ] |

### Dinastia Lencastre
| Nome                                                                                         | Retrato                                            | Nascimento                                                         | Casamento(s)                                   | Morte                        | Ref    |
| -------------------------------------------------------------------------------------------- | -------------------------------------------------- | ------------------------------------------------------------------ | ---------------------------------------------- | ---------------------------- | ------ |
| Henrique III 30 de setembro de 1399 – 20 de março de 1413 (13 anos e 171 dias)               |                                                    | 6 de dezembro de 1421 filho de João de Gante e Branca de Lencastre | Maria de Bohun 27 de julho de 1380 7 filhos    | 20 de Março de 1413 47 anos  | [ 8 ]  |
| Henrique III 30 de setembro de 1399 – 20 de março de 1413 (13 anos e 171 dias)               | Joana de Navarra 7 de fevereirod e 1403 sem filhos | 6 de dezembro de 1421 filho de João de Gante e Branca de Lencastre |                                                | 20 de Março de 1413 47 anos  | [ 8 ]  |
| Henrique IV 21 de março de 1413 – 31 de agosto de 1422 (9 anos e 163 dias)                   |                                                    | 1386 filho de Henrique IV e Maria de Bohun                         | Catarina de Valois 2 de Junho de 1420 1 filho  | 31 de Agosto de 1422 36 anos | [ 9 ]  |
| Henrique V 31 de agosto de 1422 – 4 de março de 1461 (primeiro reinado) (38 anos e 185 dias) |                                                    | 6 de dezembro de 1421 filho de Henrique V e Catarina de Valois     | Margarida de Anjou 22 de abril de 1445 1 filho | 21 de maio de 1471 49 anos   | [ 10 ] |

### Dinastia Iorque
| Nome                                                                                        | Retrato | Nascimento                                                                  | Casamento                                    | Morte                      | Ref    |
| ------------------------------------------------------------------------------------------- | ------- | --------------------------------------------------------------------------- | -------------------------------------------- | -------------------------- | ------ |
| Eduardo IV 4 de março de 1461 – 2 de outubro de 1470 (primeiro reinado) (9 anos e 212 dias) |         | 28 de abril de 1442 filho de Ricardo, 3.° Duque de Iorque e Cecília Neville | Isabel Woodville 1 de maio de 1464 10 filhos | 9 de abril de 1483 40 anos | [ 11 ] |

### Dinastia Lencastre (restaurada)
| Nome                                                                                | Retrato | Nascimento                                                     | Casamentos                                     | Morte                      | Ref    |
| ----------------------------------------------------------------------------------- | ------- | -------------------------------------------------------------- | ---------------------------------------------- | -------------------------- | ------ |
| Henrique V 20 de outubro de 1470 – 11 de abril de 1471 (segundo reinado) (173 dias) |         | 6 de dezembro de 1421 filho de Henrique V e Catarina de Valois | Margarida de Anjou 22 de abril de 1445 1 filho | 21 de maio de 1471 49 anos | [ 10 ] |

### Dinastia Iorque (restaurada)
| Nome                                                                                       | Retrato | Nascimento                                                                   | Casamento                                    | Morte                        | Ref    |
| ------------------------------------------------------------------------------------------ | ------- | ---------------------------------------------------------------------------- | -------------------------------------------- | ---------------------------- | ------ |
| Eduardo IV 11 de abril de 1471 – 9 de abril de 1483 (segundo reinado) (11 anos e 363 dias) |         | 28 de abril de 1442 filho de Ricardo, 3.° Duque de Iorque e Cecília Neville  | Isabel Woodville 1 de maio de 1464 10 filhos | 9 de abril de 1483 40 anos   | [ 11 ] |
| Eduardo V 9 de abril – 25 de junho de 1483 (77 dias)                                       |         | 2 de novembro de 1470 filho de Eduardo IV e Isabel Woodville                 | não se casou                                 | c. 1483 12 anos              | [ 12 ] |
| Ricardo II 26 de junho de 1483 – 22 de agosto de 1485 (deposto) (2 anos e 58 dias)         |         | 2 de outubro de 1452 filho de Ricardo, 3.° Duque de Iorque e Cecília Neville | Ana Neville 12 de julho de 1472 1 filho      | 22 de agosto de 1485 32 anos | [ 13 ] |

### Dinastia Tudor
Os Tudor descendiam de João Beaufort, 1.º Conde de Somerset, filho bastardo de João de Gante (terceiro filho de Eduardo III) e sua amante Catarina Swynford. Os descendentes bastardos de monarcas ingleses normalmente não teriam direito nenhum ao trono, porém a situação foi complicada quando Gante e Swynford casaram-se em 1396 (25 anos após o nascimento de Beaufort). A igreja retroativamente declarou os descendentes de Beaufort legítimos através de um decreto papal. A subsequente proclamação de Henrique IV, filho legítimo de Gante, também reconheceu a legitimidade de Beaufort, porém foi declarado que eles não poderiam assumir o trono. Mesmo assim, os Beaufort permaneceram aliados aos descendentes de Gante, a Casa de Lencastre.
Margarida Beaufort, neta de João Beaufort, casou-se com Edmundo Tudor. Ele era filho de Owen Tudor e Catarina de Valois, a viúva de Henrique V. Edmundo Tudor e seus irmãos eram ilegítimos e deviam suas fortunas ao meio-irmão Henrique VI. Quando a Casa de Lencastre perdeu todo seu poder, os Tudor também perderam. No final do século XV, os Tudor eram a última esperança para os apoiadores dos Lencastre. O filho de Edmundo Tudor tornou-se Henrique VII depois de derrotar Ricardo III na Batalha de Bosworth Field, encerrando a Guerra das Rosas.
| Nome                                                                         | Retrato                                        | Nascimento                                                        | Casamento(s)                                    | Morte                         | Ref    |
| ---------------------------------------------------------------------------- | ---------------------------------------------- | ----------------------------------------------------------------- | ----------------------------------------------- | ----------------------------- | ------ |
| Henrique VI 22 de agosto de 1485 – 21 de abril de 1509 (23 anos e 242 dias)  |                                                | 28 de janeiro de 1457 filho de Edmundo Tudor e Margarida Beaufort | Isabel de Iorque 18 de janeiro de 1486 8 filhos | 21 de abril de 1509 52 anos   | [ 14 ] |
| Henrique VII 21 de abril de 1509 – 18 de junho de 1541 (37 anos e -220 dias) |                                                | 28 de junho de 1491 filho de Henrique VII e Isabel de Iorque      | Catarina de Aragão 11 de junho de 1509 1 filha  | 28 de janeiro de 1547 55 anos | [ 15 ] |
| Henrique VII 21 de abril de 1509 – 18 de junho de 1541 (37 anos e -220 dias) | Ana Bolena 25 de janeiro de 1533 1 filha       | 28 de junho de 1491 filho de Henrique VII e Isabel de Iorque      |                                                 | 28 de janeiro de 1547 55 anos | [ 15 ] |
| Henrique VII 21 de abril de 1509 – 18 de junho de 1541 (37 anos e -220 dias) | Joana Seymour 30 de maio de 1536 1 filho       | 28 de junho de 1491 filho de Henrique VII e Isabel de Iorque      |                                                 | 28 de janeiro de 1547 55 anos | [ 15 ] |
| Henrique VII 21 de abril de 1509 – 18 de junho de 1541 (37 anos e -220 dias) | Ana de Cleves 6 de janeiro de 1540 sem filhos  | 28 de junho de 1491 filho de Henrique VII e Isabel de Iorque      |                                                 | 28 de janeiro de 1547 55 anos | [ 15 ] |
| Henrique VII 21 de abril de 1509 – 18 de junho de 1541 (37 anos e -220 dias) | Catarina Howard 28 de julho de 1540 sem filhos | 28 de junho de 1491 filho de Henrique VII e Isabel de Iorque      |                                                 | 28 de janeiro de 1547 55 anos | [ 15 ] |
| Henrique VII 21 de abril de 1509 – 18 de junho de 1541 (37 anos e -220 dias) | Catarina Parr 12 de julho de 1543 sem filhos   | 28 de junho de 1491 filho de Henrique VII e Isabel de Iorque      |                                                 | 28 de janeiro de 1547 55 anos | [ 15 ] |

## Reino da Irlanda
O Parlamento da Irlanda aprovou em 1541 o Ato da Coroa da Irlanda, na qual declarava Henrique VIII e seus sucessores como Reis da Irlanda.

### Dinastia Tudor
| Nome                                                                                    | Retrato                                        | Nascimento                                                           | Casamento(s)                                   | Morte                          | Ref    |
| --------------------------------------------------------------------------------------- | ---------------------------------------------- | -------------------------------------------------------------------- | ---------------------------------------------- | ------------------------------ | ------ |
| Henrique VII 18 de junho de 1541 – 28 de janeiro de 1547 (37 anos e 281 dias)           |                                                | 28 de junho de 1491 filho de Henrique VII e Isabel de Iorque         | Catarina de Aragão 11 de junho de 1509 1 filha | 28 de janeiro de 1547 55 anos  | [ 15 ] |
| Henrique VII 18 de junho de 1541 – 28 de janeiro de 1547 (37 anos e 281 dias)           | Ana Bolena 25 de janeiro de 1533 1 filha       | 28 de junho de 1491 filho de Henrique VII e Isabel de Iorque         |                                                | 28 de janeiro de 1547 55 anos  | [ 15 ] |
| Henrique VII 18 de junho de 1541 – 28 de janeiro de 1547 (37 anos e 281 dias)           | Joana Seymour 30 de maio de 1536 1 filho       | 28 de junho de 1491 filho de Henrique VII e Isabel de Iorque         |                                                | 28 de janeiro de 1547 55 anos  | [ 15 ] |
| Henrique VII 18 de junho de 1541 – 28 de janeiro de 1547 (37 anos e 281 dias)           | Ana de Cleves 6 de janeiro de 1540 sem filhos  | 28 de junho de 1491 filho de Henrique VII e Isabel de Iorque         |                                                | 28 de janeiro de 1547 55 anos  | [ 15 ] |
| Henrique VII 18 de junho de 1541 – 28 de janeiro de 1547 (37 anos e 281 dias)           | Catarina Howard 28 de julho de 1540 sem filhos | 28 de junho de 1491 filho de Henrique VII e Isabel de Iorque         |                                                | 28 de janeiro de 1547 55 anos  | [ 15 ] |
| Henrique VII 18 de junho de 1541 – 28 de janeiro de 1547 (37 anos e 281 dias)           | Catarina Parr 12 de julho de 1543 sem filhos   | 28 de junho de 1491 filho de Henrique VII e Isabel de Iorque         |                                                | 28 de janeiro de 1547 55 anos  | [ 15 ] |
| Eduardo VI 28 de janeiro de 1547 – 6 de julho de 1553 (6 anos e 159 dias)               |                                                | 12 de outubro de 1537 filho de Henrique VIII e Joana Seymour         | não se casou                                   | 6 de julho de 1553 15 anos     | [ 16 ] |
| Maria I 19 de julho de 1553 – 17 de novembro de 1558 (5 anos e 121 dias)                |                                                | 18 de fevereiro de 1516 filha de Henrique VIII e Catarina de Aragão  | 25 de julho de 1554 sem filhos                 | 17 de novembro de 1558 42 anos | [ 17 ] |
| Filipe I 25 de julho de 1554 – 17 de novembro de 1558 (Jure uxoris) (4 anos e 115 dias) |                                                | 21 de maio de 1527 filho de Carlos I de Espanha e Isabel de Portugal | 25 de julho de 1554 sem filhos                 | 13 de setembro de 1598 71 anos | [ 18 ] |
| Isabel I 17 de novembro de 1558 – 24 de março de 1603 (44 anos e 127 dias)              |                                                | 7 de setembro de 1533 filha de Henrique VIII e Ana Bolena            | não se casou                                   | 24 de março de 1603 69 anos    | [ 19 ] |

### Dinastia Stuart
Isabel I morreu em 1603 sem herdeiros, então o rei escocês Jaime VI a sucedeu no trono inglês como Jaime I. Jaime descendia dos Tudors através de sua bisavó, Margarida Tudor, a filha mais velha de Henrique VII.
| Nome                                                                                | Retrato | Nascimento                                                                     | Casamento                                               | Morte                         | Ref    |
| ----------------------------------------------------------------------------------- | ------- | ------------------------------------------------------------------------------ | ------------------------------------------------------- | ----------------------------- | ------ |
| Jaime I 24 de março de 1603 – 27 de março de 1625 (22 anos e 3 dias)                |         | 19 de junho de 1566 filho de Henrique Stuart, Lorde Darnley e Maria da Escócia | Ana da Dinamarca 23 de novembro de 1589 7 filhos        | 27 de março de 1625 58 anos   | [ 20 ] |
| Carlos I 27 de março de 1625 – 30 de janeiro de 1649 (deposto) (23 anos e 309 dias) |         | 19 de novembro de 1600 filho de Jaime I e Ana da Dinamarca                     | Henriqueta Maria de França 13 de junho de 1625 9 filhos | 30 de janeiro de 1649 48 anos | [ 21 ] |

### Comunidade
Não houve monarca reinando entre a execução de Carlos I em 1649 e a Restauração de Carlos II em 1660. Ao invés disso, dois indivíduos exerceram o poder como Lordes Protetores durante o período conhecido como o Protectorado.
| Nome                                                                        | Retrato | Nascimento                                                          | Casamento                                         | Morte                         | Ref    |
| --------------------------------------------------------------------------- | ------- | ------------------------------------------------------------------- | ------------------------------------------------- | ----------------------------- | ------ |
| Oliver I 25 de dezembro de 1653 – 3 de setembro de 1658 (4 anos e 252 dias) |         | 25 de abril de 1599 filho de Robert Cromwell e Elizabeth Steward    | Elizabeth Bourchier 22 de agosto de 1620 9 filhos | 3 de setembro de 1658 59 anos | [ 22 ] |
| Ricardo Ill 3 de setembro de 1658 – 7 de maio de 1659 (242 dias)            |         | 4 de outubro de 1626 filho de Oliver Cromwell e Elizabeth Bourchier | Dorothy Maijor maio de 1649 9 filhos              | 12 de julho de 1712 85 anos   | [ 22 ] |

### Dinastia Stuart (restaurada)
Apesar da monarquia ter sido reestabelecida em 1660, nenhum acordo estável foi possível até a Revolução Gloriosa de 1688, quando o Parlamento ficou com o direito de escolher aquele que mais lhe agradasse como monarca.
| Nome                                                                                   | Retrato                                         | Nascimento                                                                             | Casamento(s)                                       | Morte                          | Ref    |
| -------------------------------------------------------------------------------------- | ----------------------------------------------- | -------------------------------------------------------------------------------------- | -------------------------------------------------- | ------------------------------ | ------ |
| Carlos II 29 de maio de 1660 – 6 de fevereiro de 1685 (24 anos e 253 dias)             |                                                 | 29 de maio de 1630 filho de Carlos I e Henriqueta Maria de França                      | Catarina de Bragança 21 de maio de 1662 sem filhos | 6 de fevereiro de 1685 54 anos | [ 23 ] |
| Jaime II 6 de fevereiro de 1685 – 23 de dezembro de 1688 (deposto) (3 anos e 321 dias) |                                                 | 14 de outubro de 1633 filho de Carlos I e Henriqueta Maria de França                   | Ana Hyde 3 de setembro de 1660 8 filhos            | 16 de setembro de 1701 67 anos | [ 24 ] |
| Jaime II 6 de fevereiro de 1685 – 23 de dezembro de 1688 (deposto) (3 anos e 321 dias) | Maria de Módena 21 de novembro de 1673 7 filhos | 14 de outubro de 1633 filho de Carlos I e Henriqueta Maria de França                   |                                                    | 16 de setembro de 1701 67 anos | [ 24 ] |
| Maria II 13 de fevereiro de 1689 – 28 de dezembro de 1694 (5 anos e 318 dias)          |                                                 | 30 de abril de 1662 filha de Jaime II e Ana Hyde                                       | 4 de novembro de 1677 sem filhos                   | 28 de dezembro de 1694 32 anos | [ 25 ] |
| Guilherme I 13 de fevereiro de 1689 – 8 de março de 1702 (13 anos e 23 dias)           |                                                 | 4 de novembro de 1650 filho de Guilherme II, Príncipe de Orange e Maria, Princesa Real | 4 de novembro de 1677 sem filhos                   | 8 de março de 1702 51 anos     | [ 25 ] |
| Ana I 8 de março de 1702 – 1 de agosto de 1714 (12 anos e 146 dias)                    |                                                 | 6 de fevereiro de 1665 filha de Jaime II e Ana Hyde                                    | Jorge da Dinamarca 28 de julho de 1683 1 filho     | 1 de agosto de 1714 49 anos    | [ 26 ] |

### Dinastia Hanôver
A sucessão de Hanôver foi o resultado da Lei de Estabelecimento de 1701, aprovado pelo Parlamento da Inglaterra. Após a morte de Ana, que não deixou nenhum herdeiro vivo, Jorge Luís, filho de Sofia de Hanôver, neta de Jaime I através de Isabel da Boémia, era o herdeiro protestante mais próximo do trono.
| Nome                                                                         | Retrato | Nascimento                                                                         | Casamento                                                              | Morte                         | Ref    |
| ---------------------------------------------------------------------------- | ------- | ---------------------------------------------------------------------------------- | ---------------------------------------------------------------------- | ----------------------------- | ------ |
| Jorge I 1 de agosto de 1714 – 11 de junho de 1727 (12 anos e 314 dias)       |         | 28 de maio de 1660 filho de Ernesto Augusto, Eleitor de Hanôver e Sofia de Hanôver | Sofia Doroteia de Brunsvique-Luneburgo 21 de novembro de 1682 2 filhos | 11 de junho de 1727 67 anos   | [ 27 ] |
| Jorge II 11 de junho de 1727 – 25 de outubro de 1760 (33 anos e 136 dias)    |         | 30 de outubro de 1683 filho de Jorge I e Sofia Doroteia de Brunsvique-Luneburgo    | Carolina de Ansbach 22 de agosto de 1705 8 filhos                      | 25 de outubro de 1760 76 anos | [ 28 ] |
| Jorge III 25 de outubro de 1760 – 31 de dezembro de 1800 (40 anos e 67 dias) |         | 4 de junho de 1738 filho de Frederico, Príncipe de Gales e Augusta de Saxe-Gota    | Carlota de Mecklemburgo-Strelitz 8 de setembro de 1761 15 filhos       | 29 de janeiro de 1820 81 anos | [ 29 ] |

- Lista continua em Lista de monarcas britânicos